# フローンの気候区分
フローンの気候区分（フローンのきこうくぶん）とは、ドイツの地理学者であるヘルマン・フローンが考案した気候区分である。フローン=クプファーの気候区分とも称する。
植生に着目して作られたケッペンの気候区分が結果的気候区分であるのに対し、フローンの気候区分は気候を形成する風系に着目して作られたため、成因的気候区分に分類される。

## 概要
フローンはアジアのモンスーンや大気大循環の研究を続け、ボン大学では学生から「モンスーン・フローン」とあだ名を付けられていた。このように風に関する研究を行ってきたフローンは、ケッペンの気候区分で知られるウラジミール・ペーター・ケッペンが1921年に試みた世界の風地域やトール・ベルシェロンが1930年と1937年に示した動気候学的な地域構造、更には様々な研究者によって解明された大気大循環の研究成果を背景として前線帯などの季節変化や雲域・降水域・乾燥域の季節変化が大気大循環と関係すると考え、1950年に気候区分を提案した。これは、成因による気候区分として有名なものの1つである。
フローンは気候を形成する風系が一年中同じ緯度に固定されるのではなく、南北に移動することを利用して分類を行った。ただし、風系に着目して気候を区分したのはフローンが初めてであったわけではなく19世紀に主として地形学分野で活躍したウィリアム・モーリス・ディヴィスは風系をもとにした区分を提示しており、ケッペンは大洋上における区分に風系とその季節変化を指標として用いている。

## フローンによる区分

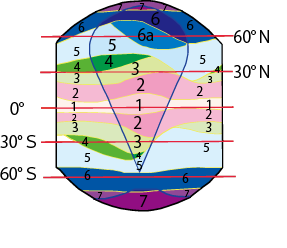
フローンによる仮想大陸上の気候区分

世界の気候に影響を与える4つの恒常風である赤道西風（T）・貿易風（P）・偏西風（W）・極東風（E）がある地域においてどの時期に影響をもたらすかということにフローンは注目し、以下の7つに区分した。
1. 一年を通して[注 3]赤道西風[注 4]に支配される地域（TT）
2. 高日季（夏）は[注 5]赤道西風[注 6]、低日季（冬）は貿易風に支配される地域（TP）
3. 一年を通して貿易風に支配される地域（PP）
4. 高日季（夏）は貿易風、低日季（冬）は偏西風に支配される地域（PW）
5. 一年を通して偏西風に支配される地域（WW）
6. 高日季（夏）は偏西風、低日季（冬）は極東風に支配される地域（WE）[注 7]
7. 一年を通して極東風に支配される地域（EE）

フローンは以上の気候帯にそれぞれ名前を付け、ケッペンの気候区分とアルブレヒト・ペンクによる気候帯との対照、各気候帯の典型的な植生、降水特性をも示した。
| 気候帯番号 | 気候帯記号 | 気候帯名     | ケッペン気候帯   | ペンク気候帯 | 降水特性                 |
| ---------- | ---------- | ------------ | ---------------- | ------------ | ------------------------ |
| 1          | TT         | 熱帯内帯     | Af・Aw           | 完湿潤       | 常に湿潤、強い雨         |
| 2          | TP         | 熱帯外帯     | Am、一部Cw       | 半湿潤       | 夏に雨                   |
| 3          | PP         | 亜熱帯乾燥帯 | BW・BS           | 乾燥         | 乾燥、まれに大雨         |
| 4          | PW         | 亜熱帯冬雨帯 | Cs               | 半湿潤       | 冬に雨、一部に春雨・秋雨 |
| 5          | WW         | 湿潤温帯     | Cfa・Cfb、一部Cw | 湿潤         | 各季節に降水             |
| 6a         | WE（EW）   | 冷帯         | Df・Dw           | 亜氷雪       | 夏に雨、冬に雪           |
| 6          | WE（EW）   | 亜寒帯       | ET、一部Dfd･Dwd  | -            | 通年で降水量は少ない     |
| 7          | EE         | 高極帯       | EF               | -            | 通年で少量の降雪         |

上記以外にもいくつかの特徴がある。3（PP）と4（PW）は大陸の東岸には発達しない（存在しない）気候帯である。その理由をフローンは「亜熱帯高圧帯（中緯度高圧帯）が高層においてモンスーントラフが侵入するため」としている。5（WW）と6a（WE/EW）の違いは、冬に積雪があるか否か（あれば6a）である。さらに、6a（WE/EW）は北半球の大陸上にのみ発達する。
フローンは以上のように気候区分を設定したが、フローン自身は気候帯の分布を図1のような仮想大陸上に模式的に示したにとどまり、現実の世界地図上で表現することはなかった。

## クプファーの気候地域

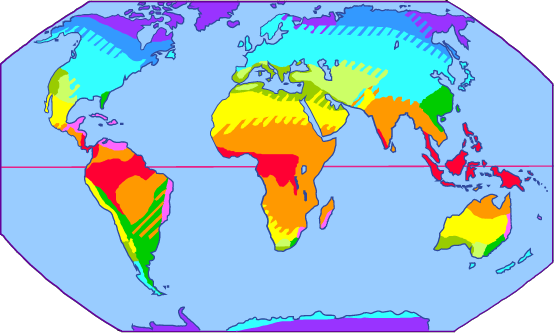
クプファーが示した気候区分図
凡例は本文を参照。

フローンが示さなかった世界の気候帯の地図は、1954年にクプファー（E. Kupfer）の手によって初めて表現された。クプファーは夏と冬（1月と7月）の大気大循環を前提として1月と7月の恒常風（惑星風）の分布図を作成、それを重ね合わせることで気候地域区分図を描き上げた。これが図2に示した図である。
クプファーの設定した気候帯は以下の通りである。
- 1.寒帯気候帯（EE）：■（紫色）
- 2.亜寒帯気候帯（WE/EW）：■（青）
- 惑星的前線帯気候帯[注 13]（WW）
  - 3.（以下の3種類からなる）：■（水色）
    - 海洋性気候（S）[注 14]
    - 大陸性気候（L）[注 15]
    - SとLの間の移行気候（Ü）[注 16]

  - 4.夏湿潤東岸気候：■（濃緑色）
- 亜熱帯気候帯（PW）
  - 5.ある程度の冬雨：■（黄緑色）
  - 6.弱い春雨（内陸型）：■（若草色）
- 貿易風気候帯（PP）
  - 7.湿潤東岸：■（桃色）
  - 8.乾燥西岸・内陸：■（黄色）
- 熱帯気候帯（TTとTP）
  - 9.恒常的湿潤（常緑原始林）：■（赤）
  - 10.周期的湿潤（高日季が雨季）：■（橙色）

クプファーは上記の10気候帯に加え、特殊の高地気候（H）を設定し、ヒマラヤ山脈とアンデス山脈が該当するとした（ただし、図2には表示していない）。
図2の中にはアフリカ大陸の気候帯8（■：黄色）と10（■：橙色）のように、気候帯の境界が複雑に入り組んだ地域がみられる。これは偏西風帯の北限および南限がその時その時の諸条件で南北に変動するため、1本の境界線が引けず「境界帯」となっているためである。
成因に着目した気候区分には、必ずしも現実の気候と一致しないという大きな欠点がある。この場合、気候帯10（■：橙色）に世界最多雨地域のインド・アッサム州と砂漠地帯のソマリアがどちらも属するという問題が発生する。各々の気候区分にはどれも利点と欠点が存在し、目的や適用地域に応じて使い分けることが必要である。